# Stomu Takeishi

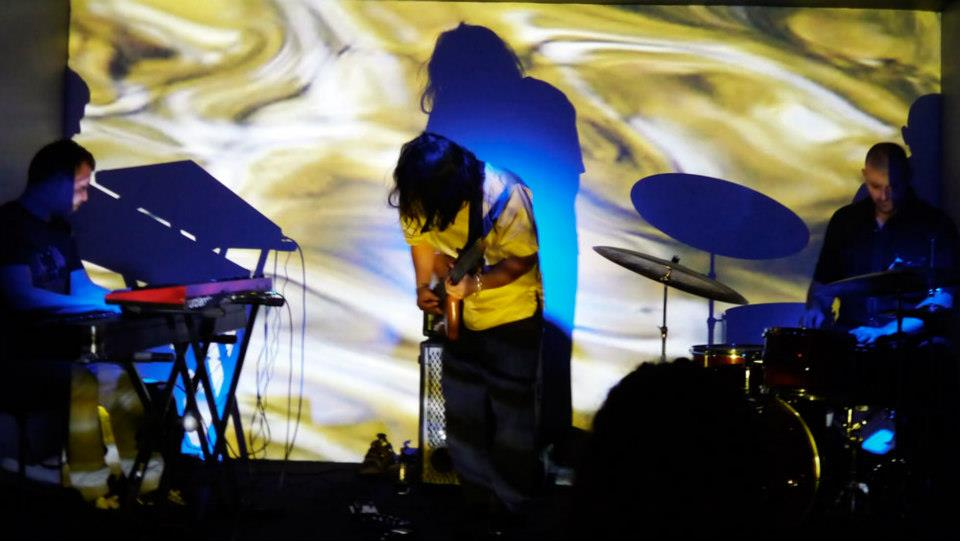
Stomu Takeishi tijdens een optreden in 2013

Stomu Takeishi (Japans: 武石 務, Takeishi Tsutomu) (Mito, 1964) is een Japanse jazz-basgitarist. Hij speelt zowel elektrische als akoestische bas en gebruikt loop- en andere elektronische technieken. Hij is een bekende speler in de muziekscene in New York en nam onder meer op met Henry Threadgill en Paul Motion.
Takeishi, die begon als koto-speler, verhuisde in 1983 naar de Verenigde Staten om te studeren aan het Berklee College of Music in Boston. Na zijn studie ging hij naar Manhattan, waar hij studeerde aan The New School. In de jaren 90 van de 20e eeuw begon hij bekender te worden. Hij speelde en nam op met bijvoorbeeld Threadgill (Takeishi speelt in diens groepen Make a Move en Zooid), Don Cherry, Butch Morris, David Liebman, Randy Brecker, Wynton Marsalis, Myra Melford (hij is lid van haar Crush Trio), Cuong Vu (Vu-Tet) en Erik Friedlander (de groep Topaz).
In de Critics Poll in Downbeat van 2009 stond hij op nummer één in de categorie Elektrische bas, opkomende ster.
- Bibliothèque nationale de France: cb14533146h (data)
- Gemeinsame Normdatei: 1216271755
- International Standard Name Identifier: 0000 0000 4431 6171
- Library of Congress Control Number: no97044299
- MusicBrainz: 9776c303-782b-410c-bfdc-e9ed4de5b160
- Système universitaire de documentation: 078061822
- Virtual International Authority File: 56847339
- WorldCat: E39PBJbM9b6db8rP6qpVgc3hHC